# Sestra obtusata
Sestra obtusata är en fjärilsart som beskrevs av Butler 1882. Sestra obtusata ingår i släktet Sestra och familjen mätare. Inga underarter finns listade i Catalogue of Life.